# Jacques Chessex
Jacques Chessex (n. 1 martie 1934, Payerne⁠(d), cantonul Vaud, Elveția – d. 9 octombrie 2009, Yverdon-les-Bains, cantonul Vaud, Elveția) a fost un scriitor și pictor elvețian.

## Biografie
Chessex s-a născut în 1934 la Payerne⁠(d). Din 1951 până în 1953, a studiat la Collège Saint-Michel din Fribourg, înainte de a urma studii de literatură la Lausanne. În 1953, a fost cofondator al revistei literare Pays du Lac în Pully. În 1956, tatăl lui Chessex s-a sinucis, lăsând o amprentă serioasă asupra lui. Și-a încheiat studiile în 1960.
În 1963, Chessex a primit premiul Schiller pentru La Tête ouverte. În anul următor, a co-fondat revista literară Écriture din Lausanne. Din 1969, a ocupat un post de profesor de literatură franceză la Gymnase de la Cité din Lausanne.
În 1972, a primit premiul Alpes-Jura. În anul următor, a obținut Premiul Goncourt pentru romanul L'Ogre. În 1992, a obținut Premiul Mallarmé pentru poezie pentru Les Aveugles du seul regard, precum și Marele Premiu al Fondation Vaudoise pour la création artistique. În 1999, a primit Grand Prix de la langue française și bursa de poezie Goncourt pentru Allegria.
În 2007, a primit Marele Premiu Jean Giono pentru întreaga sa activitate.
Una dintre ultimele cărți ale lui Chessex A Jew Must Die (Un Juif pour l'exemple), publicat în 2008, s-a concentrat pe moartea din 1942 a comerciantului de vite Arthur Bloch, care a fost ucis de naziștii elvețieni în orașul natal al lui Chessex, Payerne. Romanul, ca și alții din catalogul său din spate, nu a fost primit cu căldură în Elveția. O piesă adaptată după romanul său din 1967, Mărturisirea părintelui Burg tocmai avea premiera în noaptea dinaintea morții sale.
Chessex a suferit un atac de cord și s-a prăbușit în timpul unei discuții publice la Yverdon-les-Bains pe 9 octombrie 2009 despre piesa de teatru Mărturisirea părintelui Burg și despre sprijinul său pentru Roman Polanski (care a fost arestat în septembrie 2009 de poliția elvețiană din cauza unui mandat de arestare în curs de executare în SUA, când a intrat în țară pentru a primi un premiu pentru întreaga carieră la Festivalul de Film de la Zurich).  El a murit la scurt timp după aceea. Moștenirea sa literară este arhivată în Arhivele literare elvețiene din Berna.

## Operă

### Poezie
- Le Jour proche, Aux Miroirs partagés, Lausanne, 1954.
- Chant de printemps, Jeune Poésie, Genève, 1955.
- Une Voix la nuit, Mermod, Lausanne, 1957.
- Batailles dans l'air (1957–1959), Mermod, 1959.
- Le Jeûne de huit nuits, Payot, Lausanne, 1966.
- L'Ouvert obscur, L'Age d'Homme, Lausanne, 1967.
- Elégie soleil du regret, Bertil Galland, Vevey, 1976.
- Le Calviniste, Grasset, Paris, 1983.
- Pierre Estoppey, Le Verseau, Lausanne, 1986.
- Myriam, PAP, Pully, 1987.
- Comme l'os, Grasset, 1988.
- Dans la Page brumeuse du sonnet, PAP, 1989.
- Elégie de Pâques, PAP, 1989.
- Neige, Stamperia del Portico, Gavirate, 1989.
- Si l'Arc des coqs, PAP, 1989.
- Plaie ravie, PAP, 1989.
- Les Aveugles du seul regard, PAP, 1991. Ediție originală: La Différence, Paris, 1992.
- Le Buisson, Atelier de St-Prex, 1991.
- Songe du Corps élémentaire, Simecek et Ditesheim, Lausanne et Neuchâtel, 1992.
- La Fente, Atelier de St-Prex, 1993.
- Le Rire dans la faille, Le Manoir, Martigny, 1993.
- Les Elégies de Yorick, Bernard Campiche, Yvonand, 1994.
- Le Temps sans Temps”, Le Cherche-Midi, Paris, 1995.
- Cantique, poezie, Bernard Campiche, 1996.
- Poésie, 3 vol. (Opere), Bernard Campiche, 1997.
- Le désir de la neige, Grasset, 2002.
- Allegria, Grasset, 2005.
- Revanche des purs, Grasset, 2008.

### Romane
- La Tête ouverte, Gallimard, Paris, 1962.
- La Confession du pasteur Burg, Christian Bourgois, Paris, 1967.
- Carabas, Grasset, Paris, 1971.
- L'Ogre, Grasset, 1973. Premiul Goncourt
- L'Ardent royaume, Grasset, 1975.
- Les Yeux jaunes, Grasset, 1979.
- Judas le transparent, Grasset, 1982.
- Jonas, Grasset, 1987.
- Morgane madrigal, Grasset, 1990.
- La Trinité, Grasset, 1992.
- Le rêve de Voltaire, Grasset, 1995.
- La mort d'un juste Grasset, 1996.
- L'imitation, Grasset, 1998.
- Portrait d'une ombre, Zoé, Genève, 1999
- Incarnata, Grasset, 1999
- Monsieur, Grasset, 2001
- L'economie du Ciel, Grasset, 2003
- L'Eternel sentit une odeur agréable, Grasset, 2004
- Avant le Matin, Grasset 2006
- Le Vampire de Ropraz, Grasset, 2007
- Pardon mère, Grasset, 2008
- Un Juif pour l'exemple , Grasset, 2009
- Le Dernier crâne de M. de Sade, Grasset, 2010

### Povestiri scurte
- Le Séjour des morts, Grasset, 1977.
- Où vont mourir les oiseaux, Grasset, 1980.
- Sosie d'un saint, Grasset, 2000.

### Epopei
- Reste avec nous, Cahier de La Renaissance Vaudoise, 1967. retipărit : Bernard Campiche, 1995.
- Portret des Vaudois, 1969. Colecția Babel N°20
- Feux d'orées, 1984 ; retipărit. Bernard Campiche, 1995.
- Dans la buée de ses yeux, Bernard Campiche, 1995.
- L'imparfait, Bernard Campiche, 1996.
- De l'encre et du papier, La Bibliothèque des arts, 2001 (Pergamine)

### Cărți pentru copii
- Le Renard qui disait non à la lune, Grasset, 1974.
- Marie et le chat sauvage, Grasset, 1979.
- Neuf, l'œuf, Grasset, 1990.
- François dans la forêt, Grasset, 1991.

### Editoriale
- Charles-Albert Cingria, Seghers, Paris, 1967. retipărit: Poche Suisse, 2007.
- Les Saintes Écritures, Bertil Galland, 1972.
- Bréviaire, Bertil Galland, 1976.
- Adieu à Gustave Roud, cu Maurice Chappaz și Philippe Jaccottet, Bertil Galland, 1977.
- Entretiens avec Jacques Chessex, Jérôme Garcin, La Différence, 1979.
- Maupassant et les autres, Ramsay, Paris, 1981.
- Flaubert, ou Le Désert en abîme, Grasset, 1991.
- Avez-vous déjà giflé un rat?, Bernard Campiche, 1997.
- Le désir de dieu, Grasset, 2005.
- Le simple préserve l'énigme, Gallimard, 2008.

### Editoriale despre pictură
- La Muerte y la Nada (Antonio Saura), Pierre Canova, Pully, 1990.
- Zao Wou-Ki, Galerie Jan Krugier, Genève, 1990.
- Marcel Poncet, La Bibliothèque des Arts, Lausanne, 1992.
- Olivier Charles", Muzeul Jenisch, Vevey, 1992.
- Bazaine, Skira, Paris, 1996.
- Figures de la métamorphose, La Bibliothèque des Arts, 1999.
- Le dernier des monstres (Saura), Cuadernos del Hocinoco, Cuenca, 2000.
- Notes sur Saura, Cuadernos del Hocinoco, 2001.
- Les dangers de Jean Lecoultre, Cuadernos del Hocinoco, 2002.
- Javier Pagola, Cuadernos del Hocinoco, 2004.
- Thomas Fougeirol, Operae, 2004.
- Dans la peinture de Sarto, Atelier de St-Prex et Chabloz, Lausanne, 2008.
- Une nuit dans la forêt ilustrații de Manuel Müller, Notari, Genève, 2009.
- Jean Lecoultre ou la haine de la peinture, în Artpassions, nr. 19, 2009.

## Onoruri
- Arts et des Lettres
- Legiunea de Onoare